# 姉崎二子塚古墳
姉崎二子塚古墳（あねさきふたごづかこふん）は、千葉県市原市姉崎にある古墳。形状は前方後円墳。姉崎古墳群を構成する古墳の1つ。千葉県指定史跡に指定され（指定名称は「二子塚古墳」）、石枕は国の重要文化財に指定されている。

## 概要
養老川下流左岸、標高5メートル前後の砂堤上に築造された大型前方後円墳である。姉崎地域では大型前方後円墳数基を含む姉崎古墳群の築造が知られ、本古墳はそのうちの1基になる。周辺では宅地化が進み、東側の墳丘・周溝は良好に遺存するが、西側は宅地化により一部改変を受けている。これまでに数次の発掘調査が実施されている。
墳形は前方後円形で、前方部を南西方向に向ける。墳丘は3段築成で、墳丘長は現存103メートル（推定復原110メートル）を測る。墳丘外表では中段・下段で円筒埴輪列が認められており、墳頂部でもその存在が推測される。また墳丘周囲には盾形周溝が巡らされる。埋葬施設は、後円部・前方部に1基ずつの計2基が存在したと推定される。1947年（昭和22年）の発掘当時に棺・槨等は認められなかったことから、いずれも木棺直葬と見られる。後円部・前方部それぞれの主体部周辺からは、石枕（国の重要文化財）を始めとする多くの副葬品が発見されており、その多くは現在では國學院大學博物館に所蔵されている。
築造時期は、古墳時代中期の5世紀前半-中頃と推定される。周辺では群集墳が認められ、二子塚古墳はそれらの盟主的位置づけとされる。また、二子塚古墳含む姉崎古墳群は『先代旧事本紀』「国造本紀」に見える上海上国造の首長墓群と想定されており、本古墳もその1つとされる。なお姉崎古墳群では、この二子塚古墳のほかに古墳時代中期の前方後円墳は知られていない。
古墳域は、1968年（昭和43年）に千葉県指定史跡に指定されている。

## 遺跡歴
- 1916年（大正5年）、『市原郡誌』に姉崎二子塚古墳に関する解説（二子塚古墳含め姉崎古墳群に関する最初の記録）[1]。
- 1945年（昭和20年）、松根採取の際に遺物が出土[4]。
- 1947年（昭和22年）、大場磐雄ら國學院大學考古学会による発掘調査[5]。
- 1968年（昭和43年）4月9日、千葉県指定史跡に指定[4]。
- 1974年（昭和49年）6月8日、出土品の石枕が国の重要文化財に指定[6]。
- 2005年度（平成17年度）、民家建設に伴う周溝確認調査[7]。
- 2006年度（平成18年度）、周溝範囲の確認調査[2]。
- 2014年度（平成26年度）、民家建設に伴う周溝確認調査[8]。

## 墳丘
墳丘の規模は次の通り（値は推定復原）。
- 墳丘長：110メートル - 現存長103メートル[1]。
- 後円部直径：55メートル

墳丘の裾周りは後世に削平を受けており、墳丘もその部分は急斜面状となっている。千葉県史編纂の際には、1963年（昭和38年）・1974年（昭和49年）の航空写真でソイルマークが見えることをもって推定復原長は114メートルとされた。しかしその後の周溝に関する調査などから、そのソイルマークは撮影当時の地下水位が反映されたものであって、推定復原長は110メートル程度と見直されている。

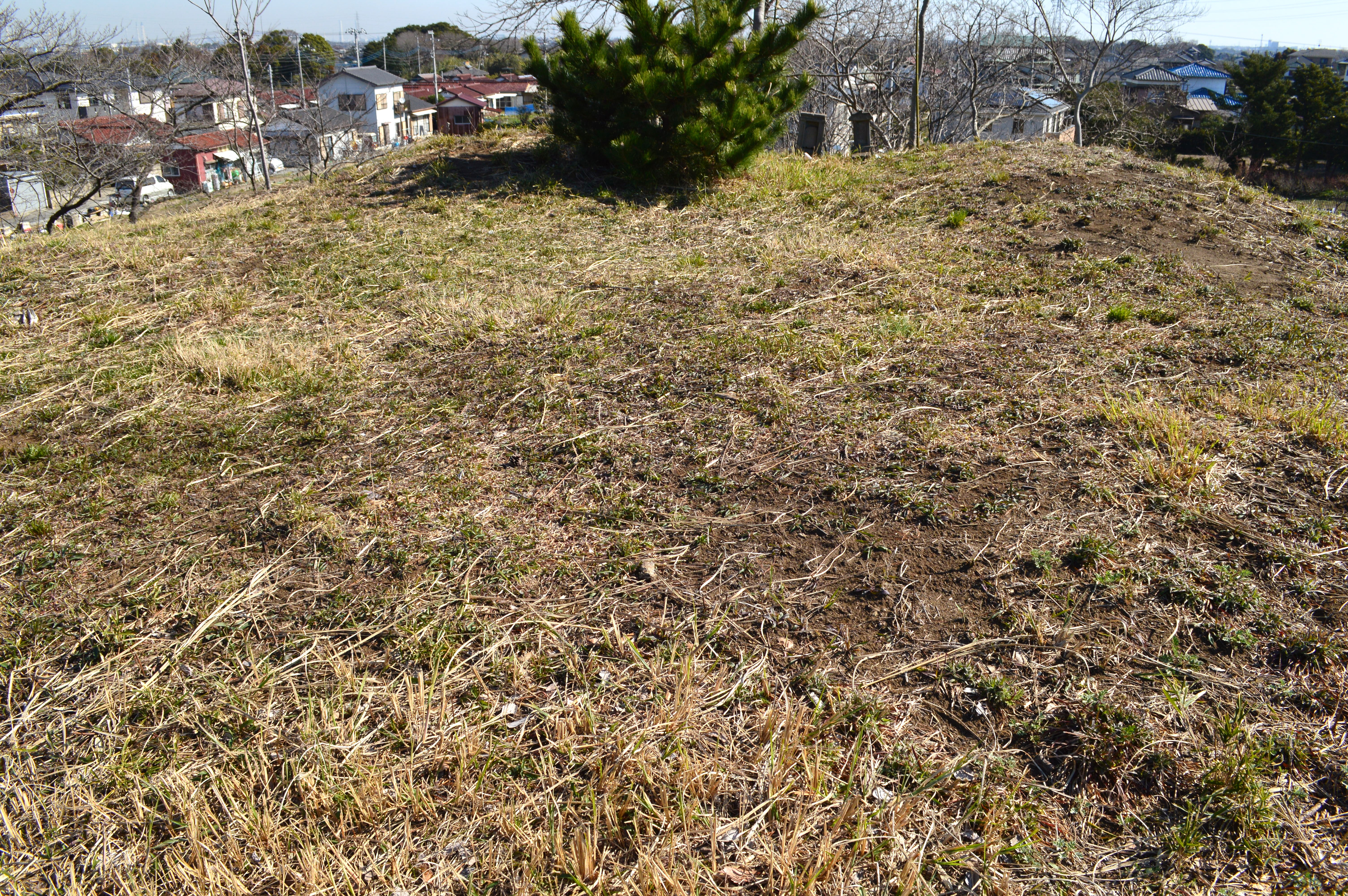
後円部墳頂
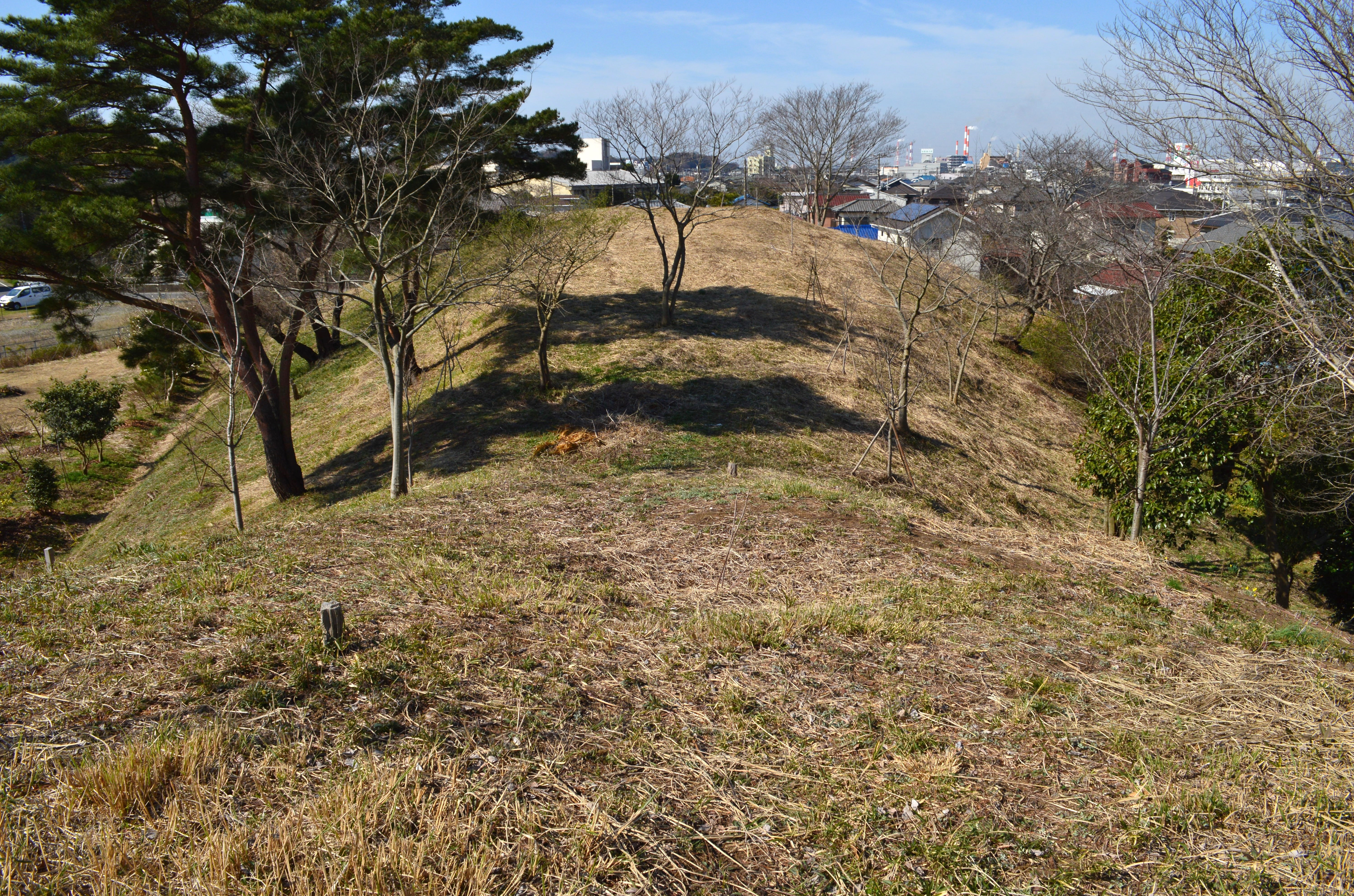
後円部から前方部を望む

## 出土品

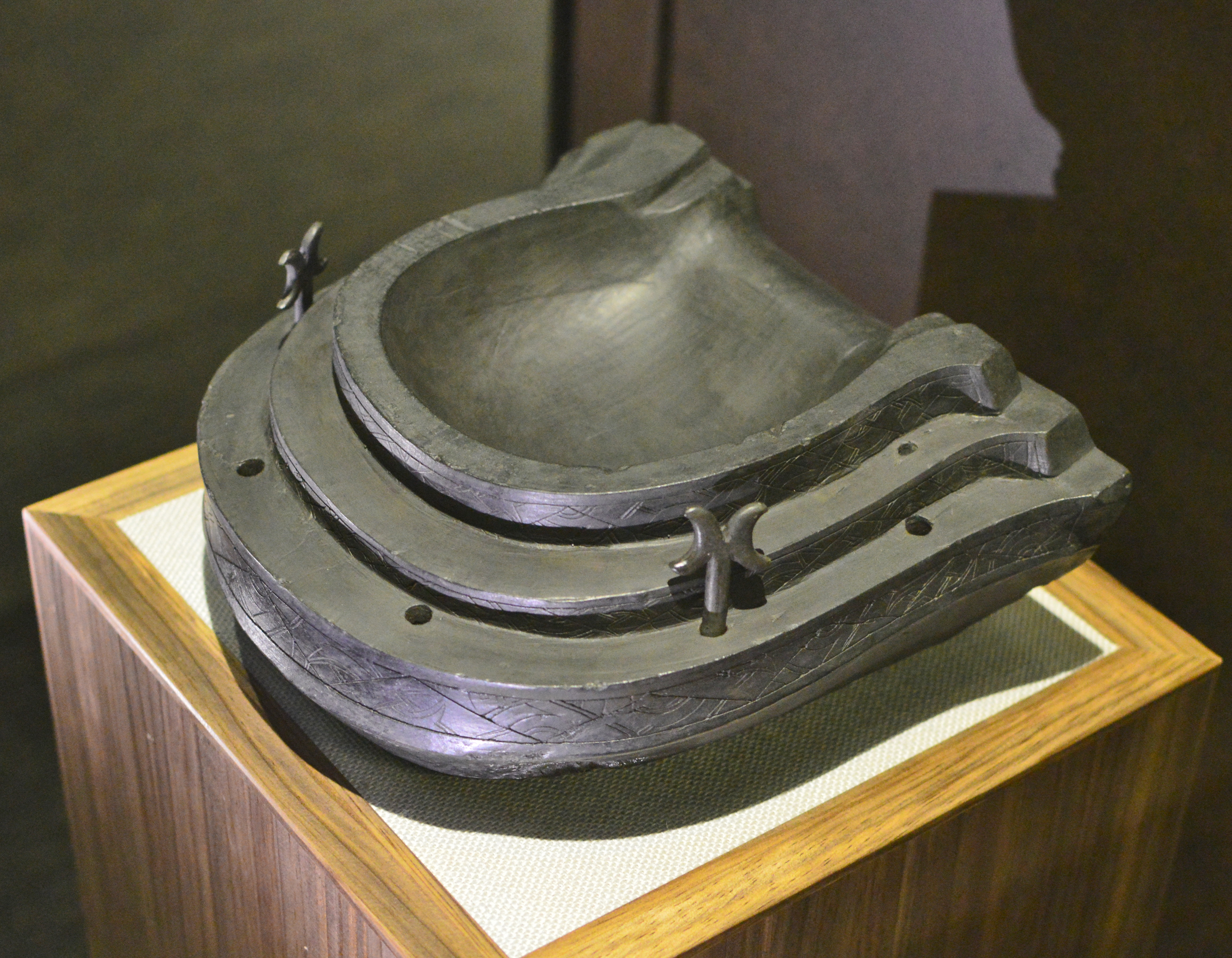
石枕（国の重要文化財）國學院大學博物館展示。

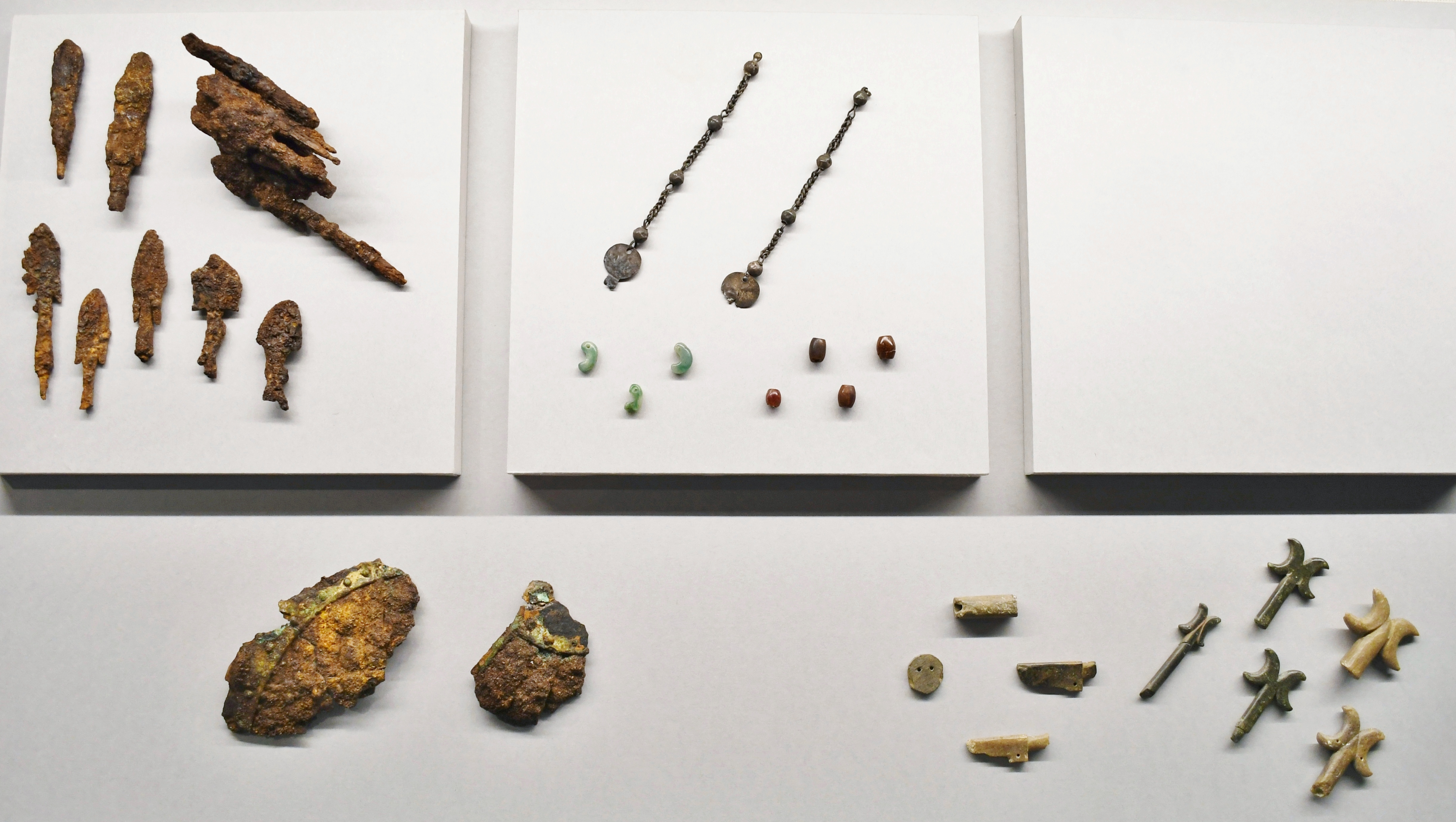
出土品國學院大學博物館展示。

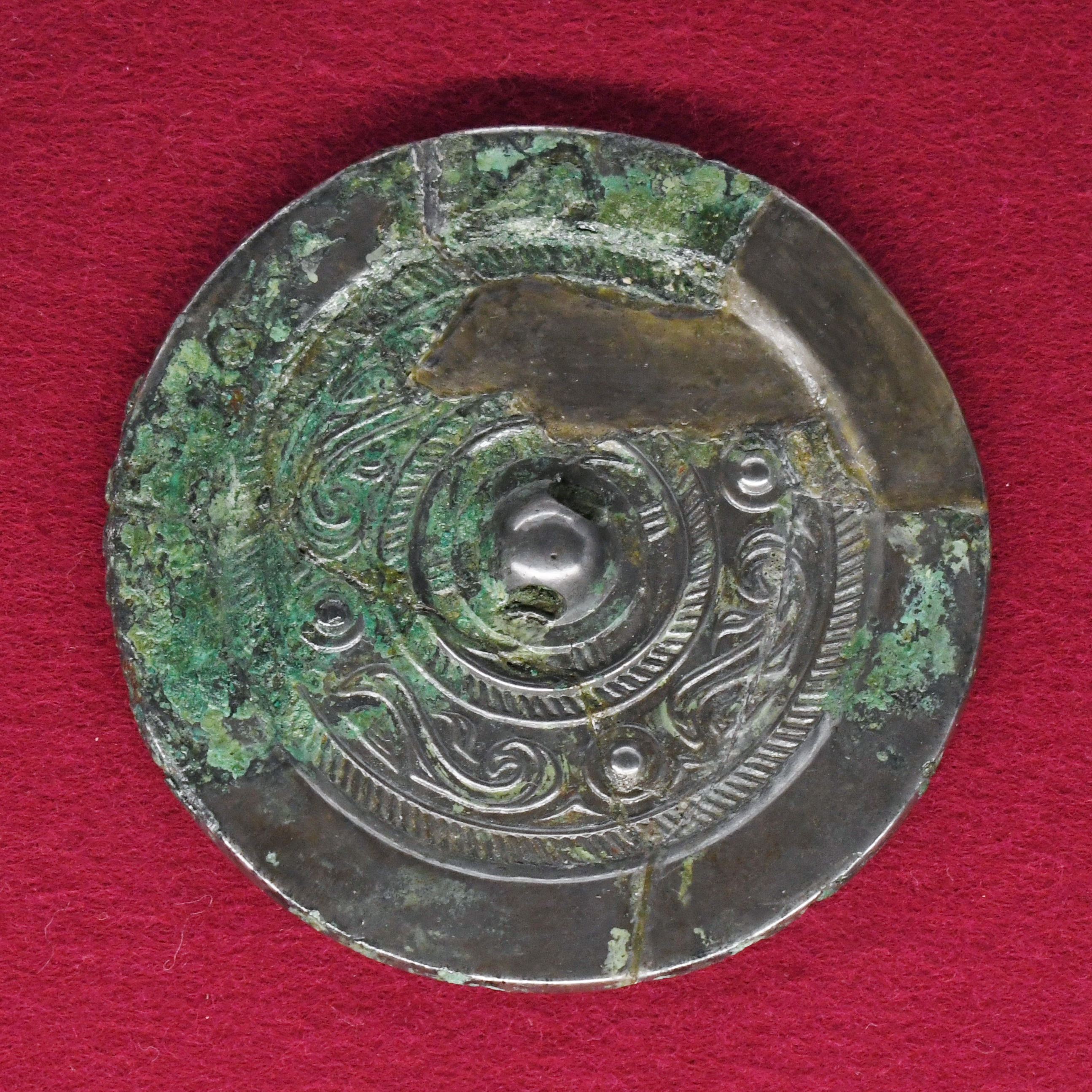
虺竜文鏡 大阪府立近つ飛鳥博物館企画展示時に撮影。

1947年（昭和22年）の調査で発掘されたという副葬品は、記録によれば次の通り。
後円部
- 銅鏡 3（完形1、破片2）
- 勾玉 8（硬玉製7、滑石製1）
- 滑石製管玉 4
- 琥珀製棗玉 5
- 瑠璃小玉 300余
- 直刀片 2
- 鉄鉾身片 1
- 甲冑残片
- 金銅金具片
- 滑石製品（刀子5、有孔円板2、臼玉3、立花形4）

前方部
- 直刀 2 - 埋納方向を主軸に平行とする。
- 銀製腰佩 2
- 瑪瑙勾玉 1
- 有文石枕 - 滑石製の枕。周囲は3段に縁取りされるほか、幾何学的な直弧文が巡らされた精緻な作りになる。周りには立花が装飾として立ち並べられる。国の重要文化財。
- 鉄鉾 2
- 鉄鏃 100数十
- 甲破片
- 馬具轡

これらの出土品は、國學院大學で所蔵されている。千葉県史編纂の際の遺物調査では、同大学において銅鏡3、銀製耳飾り2、琥珀玉5、硬玉（翡翠）製勾玉3、金銅装衝角付冑片12、鉄鏃55、石枕1、滑石製立花6、鉄製鎌1が所蔵されることが確認されたが、上記記録とは若干の異同がある。
- 虺竜文鏡
大阪府立近つ飛鳥博物館企画展示時に撮影。

## 文化財

### 重要文化財（国指定）
- 石枕（立花二箇共）（考古資料） - 國學院大學保管。1974年（昭和49年）6月8日指定[6]。

### 千葉県指定文化財
- 史跡
  - 二子塚古墳 - 1968年（昭和43年）4月9日指定[4]。

## 関連施設
- 市原市埋蔵文化財調査センター（市原市能満） - 姉崎二子塚古墳出土の石枕の複製品等を展示。
- 國學院大學博物館（東京都渋谷区東、國學院大學渋谷キャンパス内） - 姉崎二子塚古墳の出土品等を所蔵・展示。